# Balomir (Hunyad megye)
Balomir románul: Balomir, falu Romániában, Erdélyben, Hunyad megyében.

## Fekvése
Hátszegtől délkeletre, a Sztrigy jobb partján fekvő település.

## Története
Balomir, Balamér nevét 1451-ben p. Balamer in d-u Haczag néven említette először oklevél.
1587-ben Balamyr, 1808-ban Balomir ~ Balamér, Balmiren, Balomir, 1861-ben Balamir, 1888-ban és 1913-ban Balomir néven írták.
1514-ben a Szentgyörgyi: Sztrigy-Szentgyörgyi, Vádi, Vádi Kopasz és Török köznemesi családok voltak birtokosai.
A 17-18. században a Nalácziak voltak birtokosai.
1871-ben a Pallas Nagy Lexikona írta a településről.
Balomir Hunyad vármegye szászmarosi járásában, 820 (32 magyar) oláh lakossal. Az alkenyéri állomás közelében s a Kenyérmező szélén. A vasut építésekor (1867) több őskori edényt s ezek közt egy 3 lábut, malánder-diszítéssel küldtek innen a nemzeti muzeumba.
A trianoni békeszerződés előtt Hunyad vármegye Hátszegi járásához tartozott.
1909 és 1919 között 427 lakosából 394 román volt.

## Nevezetességek
- Görögkatolikus fatemploma 1780-ban épült.

## Források

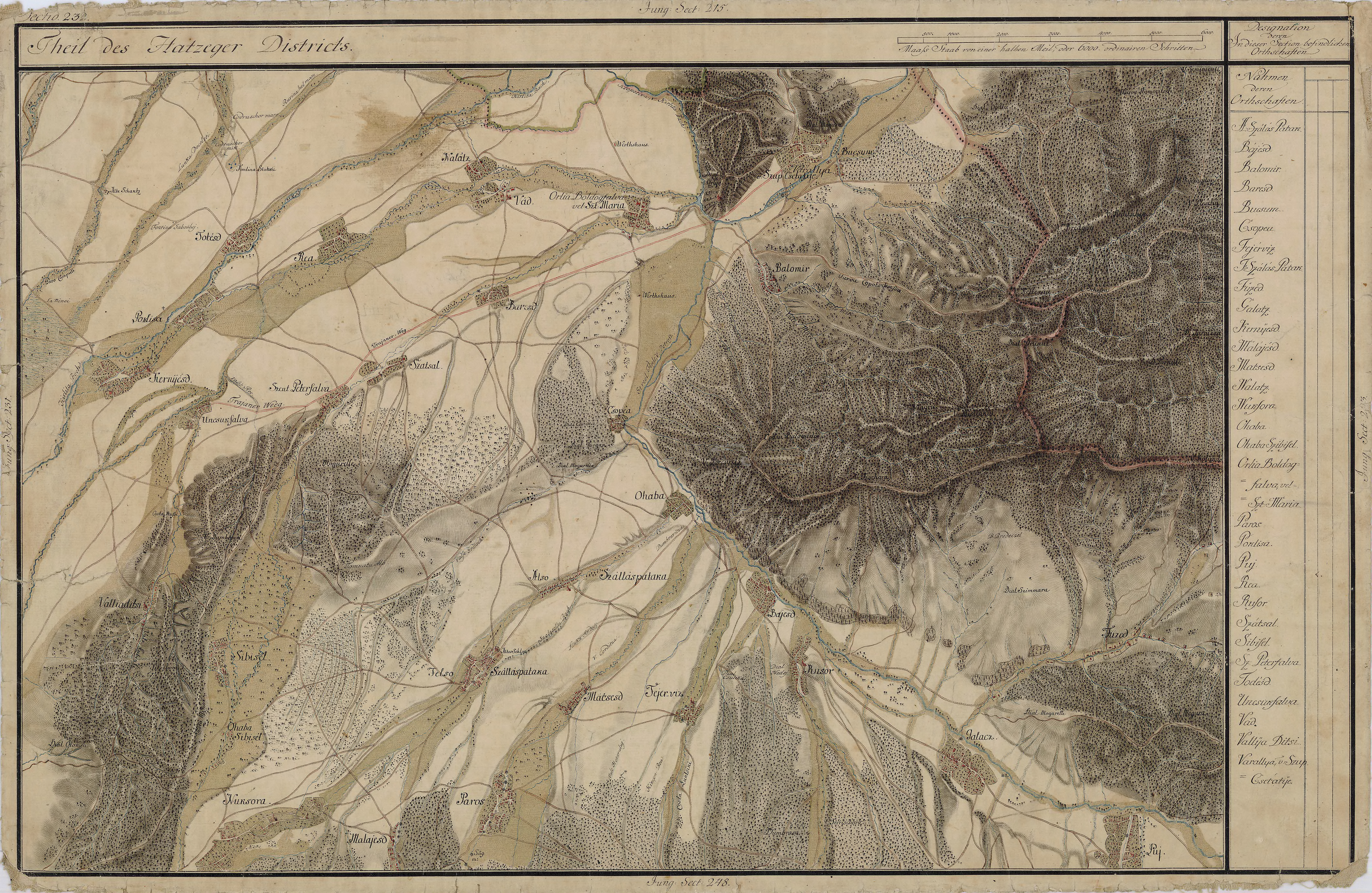
Balomir egy régi térképen